# Philodromus caporiaccoi
Philodromus caporiaccoi este o specie de păianjeni din genul Philodromus, familia Philodromidae, descrisă de Roewer, 1951.
Este endemică în Kenya. Conform Catalogue of Life specia Philodromus caporiaccoi nu are subspecii cunoscute.